# 青山不墨
《青山不墨》是2022年年在中国大陆上映的时代剧，总导演李文岐，主演王洛勇、李幼斌、颜丹晨。2022年4月6日，该剧在央视一套开播。

## 剧情
《青山不墨》讲述了黑龙江省伊春市伊春林区，马永顺、张子良等工人孜孜不倦、数十年如一日将茫茫林海建成中华人民共和国面积最大的国有林区的事迹。

## 演员表
| 年份     | 角色         | 介绍                                           |
| -------- | ------------ | ---------------------------------------------- |
| 王洛勇   | 马永祥       | 全国劳动模范。                                 |
| 颜丹晨   | 华青         | 东北林学院林学系毕业生，嫁给魏建中。           |
| 李幼斌   | 于正平         | 林海市林管局党委书记。                         |
| 于洋     | 魏建中张善秋 |                                                |
| 储智博   | 王福民       | 马永祥的大哥。                                 |
| 高强     | 郑毅         | 以张子良为原型的虚构人物。                     |
| 郝岩     | 徐丽萍       | 马永祥妻子，四个孩子的母亲。                   |
| 王静     | 安大娘       |                                                |
| 苏倩薇   | 小翠         |                                                |
| 史光辉   | 马保峰       | 马永祥的小儿子，东方河林场首位考出去的大学生。 |
| 高尚     | 胡九伶       |                                                |
| 宋骏龙   | 王连生       |                                                |
| 寇振海   | 杜广禄       |                                                |
| 郭柏松   | 段达侠       |                                                |
| 完成滨   | 赵志民       |                                                |
| 孙德元   | 胡万财       |                                                |
| 马国伟   | 马步声       |                                                |
| 王凡奇   | 韩忠         |                                                |
| 钟林     | 王勇         |                                                |
| 刘小溪   | 吴劲松       |                                                |
| 刘大为   | 姜维         |                                                |
| 李一宁   | 赵亮         |                                                |
| 李娜     | 林绍涵       |                                                |
| 牛力威   | 高峰         |                                                |
| 闫淑琴   | 宋秀华       |                                                |
| 高大伟   | 邢福臣       |                                                |
| 徐广明   | 顾老寺       |                                                |
| 贾雨岚   | 唐燕燕       |                                                |
| 杨丽萍   | 梁敏琦       |                                                |
| 王笛     | 赵长生       |                                                |
| 孙立印   | 朱克勤       |                                                |
| 陈晓龙   | 常建华       |                                                |
| 区宁     | 朱兴武       |                                                |
| 宋志辉   | 霍明聪       |                                                |
| 修晶双   | 马春芳       |                                                |
| 史天庚   | 赵青         |                                                |
| 孟远航   | 董总         |                                                |
| 张帆     | 马金凤       |                                                |
| 李浩修   | 石磊         |                                                |
| 李汀然   | 白雪         |                                                |
| 刘畅     | 马郁郁       |                                                |
| 高桂杰   | 李芍药       |                                                |
| 王桂峰   | 于志海       |                                                |
| 白龙飞   | 曹作义       |                                                |
| 陈振飞   | 郑刚         |                                                |
| 李继龙   | 郑双         |                                                |
| 赵楚韩   | 墩子         |                                                |
| 张笑宇   | 李大壮       |                                                |
| 兰涌     | 吴军         |                                                |
| 董砚峰   | 秦明启       |                                                |
| 丛晨光   | 魏财         |                                                |
| 滕宇飞   | 王占国       |                                                |
| 史啸寅   | 陈友         |                                                |
| 光连春   | 刘敏         |                                                |
| 完颜和卓 | 梅雨         |                                                |
| 吴小唯   | 钟山         |                                                |
| 杨强     | 吴凯         |                                                |
| 刘学     | 社广业       |                                                |
| 刘阳     | 李刚         |                                                |
| 韩旭     | 李一楠       |                                                |
| 王卿伟   | 武田一郎     |                                                |
| 杨顺顺   | 尹明江       |                                                |
| 王小朋   | 王学礼       |                                                |
| 李玉伟   | 谭波         |                                                |
| 李山     | 周峰         |                                                |
| 孙庆     | 谢军         |                                                |
| 任恺     | 唐金生       |                                                |
| 周楠     | 风水师       |                                                |
| 崔广驿   | 小保峰       |                                                |
| 周千愉   | 小金凤       |                                                |
| 肖鑫播   | 小银凤       |                                                |
| 闫朗     | 小保平       |                                                |
| 何森煜   | 小青木       |                                                |
| 刘茉含   | 小叶桃       |                                                |
| 李昊轩   | 小赵亮       |                                                |
| 袁望喆   | 小墩子       |                                                |
| 王传帅   | 小连生       |                                                |
| 赵宸菲   | 小郁郁       |                                                |
| 项泽龙   | 小郑刚       |                                                |
| 李博远   | 小郑双       |                                                |

### 参加演出
- 段庆利
- 曲永锋
- 李凱范
- 夏铭杞
- 张学利
- 李峰
- 刘伟
- 王秀丽
- 周楠
- 刘宇光
- 赵晓波
- 贾秀峰
- 刘海威
- 石斌滨
- 马洪潮
- 丁新安
- 杨宗勋
- 关怀
- 刘振国
- 李学彬
- 周伶
- 孟祥龙
- 郈振超
- 海涛
- 郑艳凤
- 隋锡君
- 李强
- 刘贺
- 马琳
- 陈文硕
- 韩云冬
- 李桂兰
- 徐忠滨
- 肖洒
- 邵帅
- 王爽
- 朱光宇
- 孙烨
- 杨红群
- 李阳
- 丛鑫
- 王小东
- 邹文彤
- 孙振东
- 赵泉
- 高洪祥
- 王海东
- 赵张山
- 王嘉山
- 崔贵岭
- 马春艳
- 卢晓飞
- 卢俊华
- 张野
- 李桂生
- 刘紫凤
- 苑程方
- 王恒
- 刘子源
- 孙欣业
- 李闻韬
- 相征
- 赵钱龙
- 李哲
- 赵卫东
- 赵海峰
- 于洪涛
- 王禹
- 张姗
- 刘洪良
- 李新平
- 于群
- 刘利
- 刘鹏
- 王雪莲
- 郭雨新
- 张居易
- 王帅
- 林建中
- 宋怡文
- 高山
- 赵晟崧
- 卢晨
- 冯守坤
- 王友军
- 任贵金
- 李晓林
- 马云飞
- 李汝荃
- 孙忠勋
- 武建
- 李田野
- 张文佳
- 张玉琪
- 王瀚
- 孙松
- 蒋柏
- 冯雪
- 张若晰
- 刘会金
- 李铁良
- 杨宏伟
- 全龙皓
- 付晢
- 杨峰

## 制作
2019年2月，《青山不墨》摄制组正式成立，来到黑龙江省佳木斯市桦南县拍摄冬景和伊春市铁力市拍摄春、夏、秋景。

## 职员表
片头工作人员表
- 总出品人：薛继军、贾玉梅
- 总监制：庄殿君、隋洪波
- 出品人：段庆利、曲永峰、陈俊峰、郭云明
- 联合监制：赵万山、董文琴、刘天云
- 监制：陈鹏、李丹、文育、小溪
- 总策划：申积军、谭宇宏、高环、杨公伟
- 策划：王雪莲、连辉、江生、常忠科
- 总顾问：张建龙、张旭东、白金龙、李显庭
- 顾问：金贵成、黄有林、李壮、刘明生、张庆国、王东海、肖晗雷、王德纯、赵松柏、兰兴
- 总制片人：夏晓辉、李忠培、大勇、李静
- 制片人：马骏、赵小波、丁宁、刘宇辰
- 总协调：王东旭、张和清、陈岩、张桂杰、李大岭
- 责任编辑：张小弛、李娟
- 责任制片：刘焱、任彦洁
- 艺术指导：荒野、禹舜、马彬、孙薇、晓龙、刘冀虹、王傲、杨希
- 编审：丁伟东、彭文权、朱广成、安东、曹玉双、隋晓东、栾宇、郭赢
- 林业顾问：华景伟、刘国志、王忠林、张道庭
- 林业技术指导：解玉生、李海棠
- 文学统筹：王新心、刘中山
- 文学编辑：徐露、赵龙方舟、崔琳、李彤、黄冬岩
- 编剧：郭云明、宗元
- 剧本改编：王洛勇
- 领衔主演：王洛勇、颜丹晨、李幼斌、于洋、储智博、高强、史光辉、郝岩、王静、苏倩薇、高尚、宋骏龙
- 联合主演：寇振海、郭柏松、宗成滨、孙德元、马国伟、王凡奇、钟林、刘小溪、刘大为、李一宁、李娜、牛力威、史天庚、闫淑琴、高大伟、徐广明、贾雨岚、杨丽萍、王笛、孙立印、陈晓龙、区宁
- 联合导演： 孟远航、宋志辉、高尚
- 美术指导：韩晓寒
- 服装设计：朱艳燕
- 造型设计：丛曼曼
- 音乐监制：陈冉、王溪萌、大妞、李木子
- 录音指导：苏惠、王溪萌、张可可
- 剪辑组：欧优、马其林、王小朋、罗莉萍、孟德泓
- 摄影指导：张磊
- 作曲：刘晓初
- 总导演：李文岐
- 发证机关：黑龙江省广播电视局
- 发行许可证号：（黑）剧审字（2021）第001号

片尾工作人员表
- 指导协调：寅奎、信德、锦秋、徐峰、刘斌、李己华、朱凯杰、王忠元、宋宝生、潘泉君、张佳强、陈立坤、曲明珠、郭志华、单哲、张靖宇、刘立涛、夏庆军、宋广英、张凤春、段德全、李坤、迟宝旭、王法、拉索、程伟、林宏伟、李有辉、孙大伟、杜微、胡国锋、史家明、刘铁力、娄海龙、张世军、王冠、徐志国、舒华毅、赵学刚、于金平、张正刚、马云龙、季战勋、于洋浩、高洪祥、李妍、任泽、吕俊辉、时胜峰、苏义文、范树森、张永惠、刘洪林、张晓波、范娟
- 宣传统筹：郭婷、杨春果、练曙求、刘超、王玥、王彩臻、李琳颖
- 导演组
  - 导演助理：徐露
  - 执行导演：王凡奇、王小朋、储小蕾
  - 演员副导演：史天庚
  - 演员副导演助理：高洪良、孙烨、张学利、朱光宇、李强
  - 现场副导演：赵子翔
  - 统筹：王艳红、王小朋
  - 统筹助理：苑程方
  - 场记：宋怡文、李亚
  - 剪辑助理：王浩杰、王世龙、张静璇
  - 文学编辑助理：宋怡文
- 制片组
  - 执行制片人：张占尧、马国伟
  - 制片主任：方旋、崔琳
  - 剧务主任：田仁峰
  - 现场制片：李鑫蕾、曲长连
  - 外联制片：张国、赵云龙
  - 生活制片：张宏伟
  - 生活制片助理：高晓东
  - 车辆协管：李铁良
  - 场务组长：林秋豪、李远明
  - 场务：曲永明、杨艳辉、姜雪峰、赵晓龙、谷赛彬、孙冬军、胡建峰、李林、刘正启、吴玉杰、王震、张永军、迪杰、刘行、陶重阳、刘汉庆、龚毛、沙丽明、郭振宇、任攀攀、曹帧学、石如光、李波、范启军
  - 制片组：李铁良、田仁峰、梁洪泉、丁洁、徐近、张广利、张洪波、王玉亮、孙秀成、李术东、孟凡胜、张宏涛、冯春义、王海丰、宋晓峰、刘春雷、姜宝仁、陈辉、陈建国、李洋洋、宋合忠、张宏伟、杨启南、孙岩、徐庆、李方义、孙健、刘银魁、谈会安、姜龙、高树海、隋吉、史向东、黄春来、施志国、于群、孙雪民、柴贵华、张永全、李志国
- 摄影组
  - 摄影掌机Ａ：赵伟
  - 摄影掌机Ｂ：韩博
  - 摄影掌机Ｃ：肖时雨
  - Ａ机焦点员：张亚涛
  - Ｂ机焦点员：和韧韧
  - Ｃ机焦点员：王欣
  - Ａ机轨道员：崔恒
  - Ｂ机轨道员：孙亚宁、李天赐
  - Ｃ机轨道员：刘东、李悦超
  - 电子炮升降员：张永昊
  - 航拍师：马奇
  - 跟机员：成义、宋国宇、赵德昌、殷勋炜、刘佳鹏、靳悦、赵德昌
  - 剧照师：何宝
  - 花絮：黄海泉、黄伟国
  - 工作剧照：杨薪雯
- 录音组
  - 录音师：朱道强、王永城
  - 录音助理：肖强、郝宝刚、高峰至、董景森、郭自昂
  - 旁白：王波
- 照明组
  - 照明师：冯志武
  - 副组长：王秀华
  - 助理：冯秋武、曾祥彬、雷相久、邵永亮、邵太行、杨伯卿、张振景、邵永亮、王宇、周浩杰
  - 跟灯员：李乐乐
- 美术组
  - 副美术：曹中福
  - 现场美术：邓交琪、董景森
  - 电脑制图助理：杨恩雨、李旭晖
- 置景组：韩运林、梅书俊、吕文仁、史冬生、杨国辉、梅书宽、王建荣、王凤存、梅俊山、伍元平、史银生、谢继光、施泽根、殷秀松、施长青、房群富、周保桂、房银官
- 服装组：方芳、张志富、詹松坤、黄美霞、于金平、赵航、闫肖旺、 郭艺璇、陈开建、马丽梅
- 化妆组：李佩佩、李晓瑞、管海晴、林常飞、阮晓龙、王佳芸、翁淋玉、吴艳秋、乔延东、刘红阳
- 道具组：张学锋、李海明、孙立恭、颜叶、 张玉锋、陈俊启、付伟彪、陈明航、宋亮、王俭、琚金星、琚昊、王曾美、韩玉明、王泓、张春建、孙立民、孙立国、孙立帅、程璐阳、张连旺、李连珂、刘志勇、车俊旺、车天顺、彭广岐、刘国贞
- 乐队演奏：国际首席爱乐乐团
  - 小提琴独奏：李朋
  - 大提琴独奏：郎莹
  - 单管独奏：吴丹
  - 双簧管独奏：袁小刚
  - 长笛独奏：程晓华
  - 圆号独奏：刘晓昕
  - 小号独奏：王与兵
- 吉他：许晓冬
  - 合唱：亚洲爱乐合唱团、深空少年合唱团
  - 合唱编曲：卓冠廷
  - 合唱演唱：许诗翊、包日格丽娜、徐蜜聪、李杨、陈诗丹、蔡佳怡、刘臻、蔡馨怡、陈思宇
  - 童声声乐指导：李牧谣
  - 音乐录音：陈鑫光、富尧
  - 音乐混音：段小舟
  - 音乐录音室：北京唱片厂录音棚
- 后期音频视频公司：北京昆仑阳光影视文化传播有限公司
  - 视频总监：张一笑
  - 音频总监：苏惠
  - 后期统筹：关涵丹
  - 声音混录：张可可
  - 声音编辑：崔政、杨凌娜、何天宇、郭启帅
  - 拟音团队：薛媛、郭亦增、毕然
  - 调色师：张迎
  - 包装总监：王宇
  - 包装：苏丹丹、李晓凤
  - 技术支持：王世龙、孟德泓、周鑫宇、刘毓伟、岳建洋、周子晗、张骏宇、田赐郎、林建雄、张家宝、魏颖、张朔、杨嘉新
  - 字幕公司：字幕工厂
- 南通高新技术产业开发区简影文化创意工作室
  - 项目经理：周园
  - 视效总监：柳梦頔、汪洪波、欧奕星、
  - 视效支持：张凯奇、孙榜徽、石磊、郭金冲、王鹏飞、王冬梅、李联志、李龙行、孙庆燕、刘梦君、赵凯旋、孔国栋、杨晓林、王冬雪、傅玉、王立才、崔永江、张照亮、何敬意、刘若臻、翟冲、张志刚、杨斌、杨衡、张振宇、李世宇、刘子豪、尹腾、隋玥、刘钢、尹朝阳、颜振宁
- 后期合成：北京中视北方影视制作有限公司
  - 监制：白河山
  - 统筹：顾宇、谢冰
  - 后期合成：李建珍、赵文森、徐爽、胡欣芳、张开翛
- 协拍单位：黑龙江省人民检察院、中国龙江森工集团有限公司、黑龙江省铁力市人民政府、黑龙江省伊春市伊美区人民政府、黑龙江省伊春森工铁力林业局有限责任公司、黑龙江省伊春森工桃山林业局有限责任公司、黑龙江省伊春森工双丰林业局有限责任公司、龙江森工集团桦南林业局有限公司、上海戏剧学院音乐剧中心、哈尔滨市瑞恒影视文化发展有限责任公司、黑龙江电影电视剧制作中心
- 鸣谢单位：黑龙江省伊春森工铁力林业局有限责任公司卫东林场分公司、黑龙江省伊春森工铁力林业局有限责任公司鹿鸣林场分公司、黑龙江省伊春森工铁力林业局有限责任公司马永顺林场分公司、黑龙江省伊春森工铁力林业局有限责任公司黑河林场分公司、黑龙江省伊春森工铁力林业局有限责任公司建设林场分公司、黑龙江省伊春森工双丰林业局有限责任公司青林抗联遗址、黑龙江省伊春森工铁力林业局有限责任公司森林防火指挥中心、黑龙江省铁力市映山湖风景区、黑龙江省铁力市人民医院、中共黑龙江省伊春市友好区委 区政府、中共黑龙江省伊春市乌翠区 委区政府、黑龙江省伊春市林都机场、哈尔滨铁路局绥化车务段桃山火车站、黑龙江省伊春市人民检察院铁林检察室、黑龙江省铁力市人民法院铁林法庭、黑龙江省伊春森工桃山林业局有限责任公司悬羊峰景区、黑龙江省伊春市伊美区兴安森林公园、黑龙江省伊春市光明集团股份有限公司、黑龙江省伊春市循环经济园区、黑龙江省伊春市森娇山特产品有限责任公司、黑龙江省伊春市伊美区佳龙米兰小镇、黑龙江省铁力市双丰镇工业产业园区、黑龙江省伊春森工双丰林业局有限责任公司医院、黑龙江省伊春森工双丰林业局有限责任公司林业宾馆、黑龙江省伊春市大等山县人民政府、黑龙江省伊春市伊美区木雕园、黑龙江省伊春市伊美区小兴安岭石苑、黑龙江省伊春兴安塔宾馆、黑龙江省铁力市相达宾馆、黑龙江省铁力市广大宾馆、黑龙江省铁力市凤华快捷宾馆、黑龙江省铁力市九河泉宾馆、黑龙江省伊春市友好区蓝莓种植示范基地、黑龙江省伊春森工铁力林业局有限责任公司建设苗圃、伊春森工集团铁力局分公司透龙山景区、伊春森工集团桃山局分公司桃山庄旅游有限公司、桃山神树山庄、中国龙江森工集团桦南林业局有限公司、黑龙江省铁力九河泉米业有限责任公司、铁力日月峡滑雪场有限公司、伊春市住房和城乡建设局、运通铁力月峡分公司悦莱酒店、铁力日月峡度假酒店、哈伊高速分公司日月峡收费站、浙江东阳初菀影视文化传播有限公司、成都三只耳火锅连锁有限公司、黑龙江桦南林业局有限公司紫苏小镇、伊春林都文化博物馆、伊春森工集团铁力局分公司马永顺博物馆、伊春市森林博物馆、伊春森工集团桃山局分公司悬羊峰景区、伊春市大箐山县带岭影视城
- 特别鸣谢：重点现实题材电视剧剧本创作计划为本剧创作提供的支持
- 媒体支持：央视频、CNTV中国网络电视台电视剧台
- 联合摄制单位：黑龙江省林业和草原局、黑龙江省伊春市人民政府、黑龙江省伊春森工集团有限责任公司、伊春市人民检察院
- 出品单位：中央电视台、中共黑龙江省委宣传部、中共伊春市委宣传部、黑龙江伊春森工集团鼎言文化传媒有限公司、黑龙江省峰峦影视传媒有限公司、黑龙江飞亚影视传媒有限公司、哈尔滨龙江影视文化发展有限公司
- 制作许可证号：黑乙第2021-1

中国朝鲜语字幕版

## 主题歌
片头曲《我俩有嗑唠》
作词：水点／作曲：刘晓初／演唱：薛艺茗
插曲《拉大锯》
作词：民间童谣／作曲：刘晓初／演唱：李雨昕
插曲《大森林》
作词：民间童谣／作曲：刘晓初／演唱：郝佳贝
插曲《啊，小兴安岭》
作词：张吉义／作曲：郭晓天／演唱：田毅